# Infinity 8
Infinity 8 est une série de bande dessinée, publiée tout d'abord au format comics puis en huit albums parus chez l'éditeur Rue de Sèvres entre octobre 2016 et mars 2019.

## Synopsis
Croisière intergalactique de l'Infinity 8, jour 15.
Le vaisseau est bloqué par un gigantesque amas d'artéfacts, de bouts de planètes et de sépultures. L'Infinity 8 est-il condamné à finir sa carrière englouti dans ce répugnant mausolée géant ? Le sort de 88 000 passagers de 257 races différentes est en jeu...
Les meilleurs agents du spacio-paquebot ont intérêt à se surpasser pour le sortir de ce pétrin. Huit agents, huit missions, huit reboots temporels pour dévoiler la vérité et sauver l'Infinity 8.

## Liste des volumes

### Version comics
1. Romance et macchabées 1/6 (scénario avec Zep, dessin de Dominique Bertail), 30 p., format comics, couverture souple, 5 octobre 2016  (ISBN 978-2-369-81396-5)
2. Romance et macchabées 2/6 (scénario avec Zep, dessin de Dominique Bertail), 30 p., format comics, couverture souple, 5 octobre 2016  (ISBN 978-2-369-81399-6)
3. Romance et macchabées 3/6 (scénario avec Zep, dessin de Dominique Bertail), 26 p., format comics, couverture souple, 26 octobre 2016  (ISBN 978-2-369-81401-6)
4. Retour vers le Führer 4/6 (scénario avec Olivier Vatine, dessin d'Olivier Vatine), 30 p., format comics, couverture souple, 26 octobre 2016  (ISBN 978-2-369-81404-7)
5. Retour vers le Führer 5/6 (scénario avec Olivier Vatine, dessin d'Olivier Vatine), 30 p., format comics, couverture souple, 9 novembre 2016  (ISBN 978-2-369-81406-1)
6. Retour vers le Führer 6/6 (scénario avec Olivier Vatine, dessin d'Olivier Vatine), 28 p., format comics, couverture souple, 4 janvier 2017  (ISBN 978-2-369-81409-2)

### Version albums
1. Romance et macchabées, scénario avec Zep, dessin et couleurs de Dominique Bertail, 85 p. (reprend les tomes 1 à 3 de la version comics), avec 6 p. de making-of (croquis, illustrations et entretien avec le dessinateur), 25 janvier 2017  (ISBN 978-2-369-81257-9)
2. Retour vers le Führer, scénario avec Olivier Vatine, dessin et couleurs d'Olivier Vatine, couleurs de Juliette Godin, Arthur Vatine et Isabelle Rabarot, 89 p. (reprend les tome 4 à 6 de la version comics), avec 4 p. de making-of (croquis commentés), 25 janvier 2017  (ISBN 978-2-369-81259-3)
3. L'Évangile selon Emma, scénario avec Fabien Vehlmann, dessin et couleurs d'Olivier Balez, 89 p., avec 4 p. de making-of (croquis commentés), 15 mars 2017  (ISBN 978-2-369-81261-6)
4. Guérilla symbolique, scénario avec Kris, dessin et couleurs de Martin Trystram, couleurs de Hubert, 89 p., avec 4 p. de making-of (croquis commentés), 10 mai 2017  (ISBN 978-2-369-81264-7)
5. Le Jour de l'apocalypse, scénario avec Davy Mourier, dessin et couleurs de Lorenzo De Felici, 96 p., 13 septembre 2017  (ISBN 978-2-369-81266-1)
6. Connaissance ultime, scénario avec Emmanuel Guibert, dessin et couleurs de Franck Biancarelli, 96 p., 10 janvier 2018  (ISBN 978-2-36981-269-2)
7. Et rien pour finir, scénario avec Boulet, dessin et couleurs de Boulet, 96 p., 7 mars 2018  (ISBN 978-2-36981-272-2)
8. Jusqu'au dernier, scénario avec Killofer, dessin de Killofer, 91 p., 13 mars 2019  (ISBN 978-2-36981-274-6)

## Présentation de l'œuvre
Selon Lewis Trondheim, qui rapproche le concept de reboot de la série avec les films Source Code ou Un jour sans fin, « à partir d'une situation donnée, ici la découverte imprévue d'une nécropole spatiale, se développent huit intrigues différentes, huit albums indépendants les uns des autres ». Le format, inspiré des comics, emprunte cependant son côté hybride à des bande dessinées du style de Lastman, plus libre que les volumes de Star Wars qu'Olivier Vatine, dessinateur et scénariste d'Infinity 8, a publiés dans les années 1990.
Dominique Bertail, dessinateur des tomes 1 à 3, évoque les influences des comics de Jack Kirby, Wallace Wood, Richard Corben et Jack Davis, ainsi que les mangas Orion, Nausicaä, BLAME!, Dragon Head, Akira et Innocent.
Pour du9, « avec science et professionnalisme, Infinity 8 cultive en quelque sorte une réinitialisation du récit. Dans cet univers, il y a une possibilité de revenir au début, au moment où le chemin a bifurqué vers la catastrophe. Trouver cette porte de sortie sous forme de conditions ou situations permet aux auteurs de maintenir un suspense dans leurs histoires ».

## Accueil critique
Pour Stéphane Jarno de Télérama, « pour mener à bon port cette série de huit volumes, douze pigistes de luxe se sont relayés auprès des deux pilotes. Le résultat est jubilatoire et l'idée de pré-publier les premières histoires sous forme de fascicules devrait réjouir tous ceux qui ont grandi en lisant Strange ou Titans. Dessins léchés, tempo trépidant et humour déconnant, Infinity 8 joue à merveille avec les codes et le vocabulaire empruntés aux grandes sagas de Marvel ou de DC, mais le ton et l'esprit sont irrémédiablement « vieille Europe » ».